# II. Johanna kasztíliai királynő
Kasztíliai Johanna (származása révén ismert még mint Aragóniai Johanna, valamint történelmi ragadványnevén: Őrült Johanna, spanyolul: Juana la Loca; Toledo, Kasztília, 1479. november 6. – Tordesillas, Kasztília, 1555. április 12.), Kasztília királynője 1504-től, majd Aragónia királynője 1516-tól 1555-ben bekövetkezett haláláig. A „Katolikus királyok”, I. Izabella kasztíliai királynő és II. Ferdinánd aragóniai király leánya. 1502-ben testvérei, János és Izabella, valamint unokaöccse, a csecsemő Mihály halálát követően lett a két ibériai ország (a kasztíliai és az aragón korona) örököse, Asztúria hercegnője.
Még 1496. október 20-án házasodott össze Szép Fülöppel, aki 1506-tól Kasztília jure uxoris királya lett felesége mellette, ezzel elindítva a Habsburgok uralmát a spanyol királyságokban. Fülöp még uralkodóvá válásának évében, 1506. szeptember 25-én elhunyt. Annak ellenére, hogy Johanna élete végéig viselte uralkodói címét, valódi hatalommal sosem bírt, mivel őrültnek nyilvánították és a tordesillasi királyi Szent Klára-kolostorba zárták apja parancsára. Helyette előbb Ferdinánd király maga uralkodott régensként, majd az ő 1516-os halálát követően Johanna legidősebb fia, Károly lett anyja társuralkodója.
A királynő végül hetvenötéves korában, a világtól elzárva hunyt el 1555. április 12-én. Országaiban fia, V. Károly német-római császár követte, akit az első spanyol királyként tart számon az utókor.

## Élete

### Útja a trónig
Johanna az anyja, I. Izabella kasztíliai trónra lépése (1474) után éppen abban az évben született, amikor egyrészt Izabella győzelmével lezárult a kasztíliai örökösödési háború (1474–1479) nagynéni és unokahúg között. Az örökösödési harc azért robbant ki, mert Izabella és férje vitatták IV. Henrik kasztíliai király második házasságából született lányának, Johanna (1462–1530) infánsnőnek a törvényes származását. Másrészt apja, II. Ferdinánd néven elfoglalta Aragónia trónját. Őrült Johanna születése évében a trón örököse még bátyja, János infáns (1478–1497) volt, és hosszú idő múlva és sok családi tragédia következtében vált Johanna az apja és az anyja trónjainak örökösévé.
A Kasztíliai Királyság trónörökösi címét, az Asztúria hercege címet Izabella királynő uralkodása alatt a következő sorrendben örökölték Johannához viszonyítva:
- nővére: Izabella (1470–1498), Asztúria hercegnője: 1476–1478 (öccse születésével már nem jogosult rá)
- bátyja: János, Asztúria hercege hivatalosan: 1480–1497
- bátyjának, Jánosnak az utószülött gyermeke: Aragóniai N.: 1497 (a megszületéséig a trón örököse hivatalos cím nélkül), halva született
- nővére: Izabella (újra), portugál királyné, Asztúria hercegnője hivatalosan: 1498
- nővérének, Izabellának a fia: Mihály portugál királyi herceg (1498–1500), Asztúria hercege hivatalosan: 1499–1500

Johanna 1500-ban vált trónörökössé, de Asztúria hercege hivatalosan 1502–1504 között volt. Emellett az Aragóniai Királyság trónörököseként a Girona (Gerona) hercege és a Nápolyi Királyság trónörököseként a Calabria hercege címeket is viselte 1516-ig.
Apja, Ferdinánd, Aragónia királya a Habsburgokkal kettős esküvőt hozott létre, melynek értelmében 1496. október 20-án Lille-ben I. Miksa német-római császár fiához, Habsburg Fülöphöz ment férjhez másodszülött lánya, Aragóniai Johanna, míg 1497. április 3-án Burgosban Habsburg Margitot (1480–1530) feleségül vette Ferdinánd fia, Aragóniai János. 1497-ben János herceg halálával október 4-én és azáltal, hogy menye, Ausztriai Margit halott gyermeket szült 1497 decemberében, szertefoszlott Aragóniai Ferdinánd álma egy egységes, a Trastámara-ház vezette Spanyolország létrejöttéről, ugyanis ebben az időben az Aragóniai Királyságban még a száli törvény értelmében nők nem örökölhették a trónt.
Johannát Németalföldön érték utol a családi tragédiák. Portugál unokaöccse, Mihály herceg halála után száll rá az örökség, és ezáltal a Habsburgok újabb területek örököseinek mondhatták magukat Európában. 1502-ben szárazföldi úton, Franciaországon keresztül Kasztíliába ment férjével, ahol a cortes elismerte a kasztíliai trón örökösének. Férje a következő év elején visszatért Németalföldre, szüleinél hagyva az előrehaladottan terhes Johannát.
1503-ban, éppen apjának, Aragóniai Ferdinánd királynak az 51. születésnapján március 10-én világra hozta Kasztíliában, Acalá de Henaresben a második fiát, Ferdinándot a későbbi magyar királyt.
1504. áprilisban Johanna is visszatért Németalföldre, az egyéves Ferdinándot szülei gondjaira bízta, aki Kasztíliában maradt.

### Legközelebbi rokonsági kapcsolat II. Johanna és a férje között
|  |  |                                                                                                 |                                                                                                 |                                                                                                 |                                                                                                 |                                                                                                 |                                                                                                 |                                                                                        |                                                                                        | | | | | | |  |  | | | | | | |  |  |  |  |  |  |  |  |  |  |  |  |  |  |  |  |  |  |  |  |  |  |  |  |  |  |  |  |  |  |  |  |  |  |  |  |  |  |  |  |  |  |  |  |  |  |  |  |  |  |  |  |
|  |  |                                                                                                 |                                                                                                 |                                                                                                 |                                                                                                 |                                                                                                 |                                                                                                 |                                                                                        |                                                                                        | | | | | | |  |  | | | V. István magyar király 1239–1272 felesége: Kun Erzsébet 1240–1290/95 | | | |  |  |  |  |  |  |  |  |  |  |  |  |  |  |  |  |  |  |  |  |  |  |  |  |  |  |  |  |  |  |  |  |  |  |  |  |  |  |  |  |  |  |  |  |  |  |  |  |  |  |  |  |
|  |  |                                                                                                 |                                                                                                 |                                                                                                 |                                                                                                 |                                                                                                 |                                                                                                 |                                                                                        |                                                                                        | | | | | | |  |  | | | | | | |  |  |  |  |  |  |  |  |  |  |  |  |  |  |  |  |  |  |  |  |  |  |  |  |  |  |  |  |  |  |  |  |  |  |  |  |  |  |  |  |  |  |  |  |  |  |  |  |  |  |  |  |
|  |  |                                                                                                 |                                                                                                 |                                                                                                 |                                                                                                 |                                                                                                 |                                                                                                 |                                                                                        |                                                                                        | | | | | | |  |  | | | Árpád-házi Mária magyar királyi hercegnő 1257–1323 férje: II. Károly nápolyi király 1254–1309                                                                                             | | | |  |  |  |  |  |  |  |  |  |  |  |  |  |  |  |  |  |  |  |  |  |  |  |  |  |  |  |  |  |  |  |  |  |  |  |  |  |  |  |  |  |  |  |  |  |  |  |  |  |  |  |  |
|  |  |                                                                                                 |                                                                                                 |                                                                                                 |                                                                                                 |                                                                                                 |                                                                                                 |                                                                                        |                                                                                        | | | | | | |  |  | | | | | | |  |  |  |  |  |  |  |  |  |  |  |  |  |  |  |  |  |  |  |  |  |  |  |  |  |  |  |  |  |  |  |  |  |  |  |  |  |  |  |  |  |  |  |  |  |  |  |  |  |  |  |  |
|  |  |                                                                                                 |                                                                                                 |                                                                                                 |                                                                                                 |                                                                                                 |                                                                                                 |                                                                                        |                                                                                        | | | | | | |  |  | | | Anjou Blanka nápolyi királyi hercegnő 1280–1310 férje: II. Jakab aragóniai király 1267–1327                                                                                               | | | |  |  |  |  |  |  |  |  |  |  |  |  |  |  |  |  |  |  |  |  |  |  |  |  |  |  |  |  |  |  |  |  |  |  |  |  |  |  |  |  |  |  |  |  |  |  |  |  |  |  |  |  |
|  |  |                                                                                                 |                                                                                                 |                                                                                                 |                                                                                                 |                                                                                                 |                                                                                                 |                                                                                        |                                                                                        | | | | | | |  |  | | | | | | |  |  |  |  |  |  |  |  |  |  |  |  |  |  |  |  |  |  |  |  |  |  |  |  |  |  |  |  |  |  |  |  |  |  |  |  |  |  |  |  |  |  |  |  |  |  |  |  |  |  |  |  |
|  |  |                                                                                                 |                                                                                                 |                                                                                                 |                                                                                                 |                                                                                                 |                                                                                                 |                                                                                        |                                                                                        | | | | | | |  |  | | | IV. Alfonz aragóniai király 1299–1336 1. fg.: Entençai Teréz 1300 körül–1327 2. fg.: Kasztíliai Eleonóra 1307–1359                                                                        | | | |  |  |  |  |  |  |  |  |  |  |  |  |  |  |  |  |  |  |  |  |  |  |  |  |  |  |  |  |  |  |  |  |  |  |  |  |  |  |  |  |  |  |  |  |  |  |  |  |  |  |  |  |
|  |  |                                                                                                 |                                                                                                 |                                                                                                 |                                                                                                 |                                                                                                 |                                                                                                 |                                                                                        |                                                                                        | | | | | | |  |  | | | | | | |  |  |  |  |  |  |  |  |  |  |  |  |  |  |  |  |  |  |  |  |  |  |  |  |  |  |  |  |  |  |  |  |  |  |  |  |  |  |  |  |  |  |  |  |  |  |  |  |  |  |  |  |
|  |  |                                                                                                 |                                                                                                 |                                                                                                 |                                                                                                 |                                                                                                 |                                                                                                 |                                                                                        |                                                                                        | | | | | | |  |  | | | [1.] IV. Péter aragóniai király 1319–1387 1. fg. Navarrai Mária 1330–1347 2. fg.: Portugáliai Eleonóra 1328–1348 3. fg. Szicíliai Eleonóra 1325–1375 4. fg.: Fortià Szibilla 1350/55–1406 | | | |  |  |  |  |  |  |  |  |  |  |  |  |  |  |  |  |  |  |  |  |  |  |  |  |  |  |  |  |  |  |  |  |  |  |  |  |  |  |  |  |  |  |  |  |  |  |  |  |  |  |  |  |
|  |  |                                                                                                 |                                                                                                 |                                                                                                 |                                                                                                 |                                                                                                 |                                                                                                 |                                                                                        |                                                                                        | | | | | | |  |  | | | | | | |  |  |  |  |  |  |  |  |  |  |  |  |  |  |  |  |  |  |  |  |  |  |  |  |  |  |  |  |  |  |  |  |  |  |  |  |  |  |  |  |  |  |  |  |  |  |  |  |  |  |  |  |
|  |  |                                                                                                 |                                                                                                 |                                                                                                 |                                                                                                 |                                                                                                 |                                                                                                 |                                                                                        |                                                                                        | | | | | | |  |  | | | [3.] Aragóniai Eleonóra 1358–1382 férje: I. János kasztíliai király 1358–1390 | | | |  |  |  |  |  |  |  |  |  |  |  |  |  |  |  |  |  |  |  |  |  |  |  |  |  |  |  |  |  |  |  |  |  |  |  |  |  |  |  |  |  |  |  |  |  |  |  |  |  |  |  |  |
|  |  |                                                                                                 |                                                                                                 |                                                                                                 |                                                                                                 |                                                                                                 |                                                                                                 |                                                                                        |                                                                                        | | | | | | |  |  | | | | | | |  |  |  |  |  |  |  |  |  |  |  |  |  |  |  |  |  |  |  |  |  |  |  |  |  |  |  |  |  |  |  |  |  |  |  |  |  |  |  |  |  |  |  |  |  |  |  |  |  |  |  |  |
|  |  |                                                                                                 |                                                                                                 |                                                                                                 |                                                                                                 |                                                                                                 |                                                                                                 |                                                                                        |                                                                                        | | | | | | |  |  | | | I. (Antequerai) Ferdinánd aragón és szicíliai király 1380–1416 felesége Alburquerquei Eleonóra aragóniai királyné 1374–1435                                                               | | | |  |  |  |  |  |  |  |  |  |  |  |  |  |  |  |  |  |  |  |  |  |  |  |  |  |  |  |  |  |  |  |  |  |  |  |  |  |  |  |  |  |  |  |  |  |  |  |  |  |  |  |  |
|  |  |                                                                                                 |                                                                                                 |                                                                                                 |                                                                                                 |                                                                                                 |                                                                                                 |                                                                                        |                                                                                        | | | | | | |  |  | | | | | | |  |  |  |  |  |  |  |  |  |  |  |  |  |  |  |  |  |  |  |  |  |  |  |  |  |  |  |  |  |  |  |  |  |  |  |  |  |  |  |  |  |  |  |  |  |  |  |  |  |  |  |  |
|  |  |                                                                                                 |                                                                                                 |                                                                                                 |                                                                                                 |                                                                                                 |                                                                                                 |                                                                                        |                                                                                        | | | | | | |  |  | | | | | | |  |  |  |  |  |  |  |  |  |  |  |  |  |  |  |  |  |  |  |  |  |  |  |  |  |  |  |  |  |  |  |  |  |  |  |  |  |  |  |  |  |  |  |  |  |  |  |  |  |  |  |  |
|  |  |                                                                                                 |                                                                                                 |                                                                                                 |                                                                                                 | Aragóniai Eleonóra portugál királyné 1402–1445 férje: Eduárd portugál király 1391–1438          | Aragóniai Eleonóra portugál királyné 1402–1445 férje: Eduárd portugál király 1391–1438          | Aragóniai Eleonóra portugál királyné 1402–1445 férje: Eduárd portugál király 1391–1438 | Aragóniai Eleonóra portugál királyné 1402–1445 férje: Eduárd portugál király 1391–1438 | Aragóniai Eleonóra portugál királyné 1402–1445 férje: Eduárd portugál király 1391–1438                                                                                                 | Aragóniai Eleonóra portugál királyné 1402–1445 férje: Eduárd portugál király 1391–1438                                                                                                 | | | | |  |  | II. (Hitetlen) János aragón, navarrai és szicíliai király 1398–1479 1. fg. I. Blanka navarrai királynő 1387–1441 2. fg. Juana Enríquez 1425/30–1468       | II. (Hitetlen) János aragón, navarrai és szicíliai király 1398–1479 1. fg. I. Blanka navarrai királynő 1387–1441 2. fg. Juana Enríquez 1425/30–1468       | II. (Hitetlen) János aragón, navarrai és szicíliai király 1398–1479 1. fg. I. Blanka navarrai királynő 1387–1441 2. fg. Juana Enríquez 1425/30–1468                                       | II. (Hitetlen) János aragón, navarrai és szicíliai király 1398–1479 1. fg. I. Blanka navarrai királynő 1387–1441 2. fg. Juana Enríquez 1425/30–1468       | II. (Hitetlen) János aragón, navarrai és szicíliai király 1398–1479 1. fg. I. Blanka navarrai királynő 1387–1441 2. fg. Juana Enríquez 1425/30–1468       | II. (Hitetlen) János aragón, navarrai és szicíliai király 1398–1479 1. fg. I. Blanka navarrai királynő 1387–1441 2. fg. Juana Enríquez 1425/30–1468       |  |  |  |  |  |  |  |  |  |  |  |  |  |  |  |  |  |  |  |  |  |  |  |  |  |  |  |  |  |  |  |  |  |  |  |  |  |  |  |  |  |  |  |  |  |  |  |  |  |  |  |  |
|  |  |                                                                                                 |                                                                                                 |                                                                                                 |                                                                                                 | Aragóniai Eleonóra portugál királyné 1402–1445 férje: Eduárd portugál király 1391–1438          | Aragóniai Eleonóra portugál királyné 1402–1445 férje: Eduárd portugál király 1391–1438          | Aragóniai Eleonóra portugál királyné 1402–1445 férje: Eduárd portugál király 1391–1438 | Aragóniai Eleonóra portugál királyné 1402–1445 férje: Eduárd portugál király 1391–1438 | Aragóniai Eleonóra portugál királyné 1402–1445 férje: Eduárd portugál király 1391–1438                                                                                                 | Aragóniai Eleonóra portugál királyné 1402–1445 férje: Eduárd portugál király 1391–1438                                                                                                 | | | | |  |  | II. (Hitetlen) János aragón, navarrai és szicíliai király 1398–1479 1. fg. I. Blanka navarrai királynő 1387–1441 2. fg. Juana Enríquez 1425/30–1468       | II. (Hitetlen) János aragón, navarrai és szicíliai király 1398–1479 1. fg. I. Blanka navarrai királynő 1387–1441 2. fg. Juana Enríquez 1425/30–1468       | II. (Hitetlen) János aragón, navarrai és szicíliai király 1398–1479 1. fg. I. Blanka navarrai királynő 1387–1441 2. fg. Juana Enríquez 1425/30–1468                                       | II. (Hitetlen) János aragón, navarrai és szicíliai király 1398–1479 1. fg. I. Blanka navarrai királynő 1387–1441 2. fg. Juana Enríquez 1425/30–1468       | II. (Hitetlen) János aragón, navarrai és szicíliai király 1398–1479 1. fg. I. Blanka navarrai királynő 1387–1441 2. fg. Juana Enríquez 1425/30–1468       | II. (Hitetlen) János aragón, navarrai és szicíliai király 1398–1479 1. fg. I. Blanka navarrai királynő 1387–1441 2. fg. Juana Enríquez 1425/30–1468       |  |  |  |  |  |  |  |  |  |  |  |  |  |  |  |  |  |  |  |  |  |  |  |  |  |  |  |  |  |  |  |  |  |  |  |  |  |  |  |  |  |  |  |  |  |  |  |  |  |  |  |  |
|  |  |                                                                                                 |                                                                                                 |                                                                                                 |                                                                                                 |                                                                                                 |                                                                                                 |                                                                                        |                                                                                        | | | | | | |  |  | | | | | | |  |  |  |  |  |  |  |  |  |  |  |  |  |  |  |  |  |  |  |  |  |  |  |  |  |  |  |  |  |  |  |  |  |  |  |  |  |  |  |  |  |  |  |  |  |  |  |  |  |  |  |  |
|  |  | Portugáliai Johanna kasztíliai királyné 1439–1475 férje: IV. Henrik kasztíliai király 1425–1474 | Portugáliai Johanna kasztíliai királyné 1439–1475 férje: IV. Henrik kasztíliai király 1425–1474 | Portugáliai Johanna kasztíliai királyné 1439–1475 férje: IV. Henrik kasztíliai király 1425–1474 | Portugáliai Johanna kasztíliai királyné 1439–1475 férje: IV. Henrik kasztíliai király 1425–1474 | Portugáliai Johanna kasztíliai királyné 1439–1475 férje: IV. Henrik kasztíliai király 1425–1474 | Portugáliai Johanna kasztíliai királyné 1439–1475 férje: IV. Henrik kasztíliai király 1425–1474 |                                                                                        |                                                                                        | Portugáliai Eleonóra német-római császárné 1434–1467 férje: III. Frigyes német-római császár 1415–1493                                                                                 | Portugáliai Eleonóra német-római császárné 1434–1467 férje: III. Frigyes német-római császár 1415–1493                                                                                 | Portugáliai Eleonóra német-római császárné 1434–1467 férje: III. Frigyes német-római császár 1415–1493                                                                                 | Portugáliai Eleonóra német-római császárné 1434–1467 férje: III. Frigyes német-római császár 1415–1493                                                                                 | Portugáliai Eleonóra német-római császárné 1434–1467 férje: III. Frigyes német-római császár 1415–1493                                                                                 | Portugáliai Eleonóra német-római császárné 1434–1467 férje: III. Frigyes német-római császár 1415–1493                                                                                 |  |  | [2.] II. Ferdinánd aragóniai király 1452–1516 1. fg. I. Izabella kasztíliai királynő 1451–1504 2. fg. Foix Germána navarrai királyi hercegnő 1488/90–1538 | [2.] II. Ferdinánd aragóniai király 1452–1516 1. fg. I. Izabella kasztíliai királynő 1451–1504 2. fg. Foix Germána navarrai királyi hercegnő 1488/90–1538 | [2.] II. Ferdinánd aragóniai király 1452–1516 1. fg. I. Izabella kasztíliai királynő 1451–1504 2. fg. Foix Germána navarrai királyi hercegnő 1488/90–1538                                 | [2.] II. Ferdinánd aragóniai király 1452–1516 1. fg. I. Izabella kasztíliai királynő 1451–1504 2. fg. Foix Germána navarrai királyi hercegnő 1488/90–1538 | [2.] II. Ferdinánd aragóniai király 1452–1516 1. fg. I. Izabella kasztíliai királynő 1451–1504 2. fg. Foix Germána navarrai királyi hercegnő 1488/90–1538 | [2.] II. Ferdinánd aragóniai király 1452–1516 1. fg. I. Izabella kasztíliai királynő 1451–1504 2. fg. Foix Germána navarrai királyi hercegnő 1488/90–1538 |  |  |  |  |  |  |  |  |  |  |  |  |  |  |  |  |  |  |  |  |  |  |  |  |  |  |  |  |  |  |  |  |  |  |  |  |  |  |  |  |  |  |  |  |  |  |  |  |  |  |  |  |
|  |  | Portugáliai Johanna kasztíliai királyné 1439–1475 férje: IV. Henrik kasztíliai király 1425–1474 | Portugáliai Johanna kasztíliai királyné 1439–1475 férje: IV. Henrik kasztíliai király 1425–1474 | Portugáliai Johanna kasztíliai királyné 1439–1475 férje: IV. Henrik kasztíliai király 1425–1474 | Portugáliai Johanna kasztíliai királyné 1439–1475 férje: IV. Henrik kasztíliai király 1425–1474 | Portugáliai Johanna kasztíliai királyné 1439–1475 férje: IV. Henrik kasztíliai király 1425–1474 | Portugáliai Johanna kasztíliai királyné 1439–1475 férje: IV. Henrik kasztíliai király 1425–1474 |                                                                                        |                                                                                        | Portugáliai Eleonóra német-római császárné 1434–1467 férje: III. Frigyes német-római császár 1415–1493                                                                                 | Portugáliai Eleonóra német-római császárné 1434–1467 férje: III. Frigyes német-római császár 1415–1493                                                                                 | Portugáliai Eleonóra német-római császárné 1434–1467 férje: III. Frigyes német-római császár 1415–1493                                                                                 | Portugáliai Eleonóra német-római császárné 1434–1467 férje: III. Frigyes német-római császár 1415–1493                                                                                 | Portugáliai Eleonóra német-római császárné 1434–1467 férje: III. Frigyes német-római császár 1415–1493                                                                                 | Portugáliai Eleonóra német-római császárné 1434–1467 férje: III. Frigyes német-római császár 1415–1493                                                                                 |  |  | [2.] II. Ferdinánd aragóniai király 1452–1516 1. fg. I. Izabella kasztíliai királynő 1451–1504 2. fg. Foix Germána navarrai királyi hercegnő 1488/90–1538 | [2.] II. Ferdinánd aragóniai király 1452–1516 1. fg. I. Izabella kasztíliai királynő 1451–1504 2. fg. Foix Germána navarrai királyi hercegnő 1488/90–1538 | [2.] II. Ferdinánd aragóniai király 1452–1516 1. fg. I. Izabella kasztíliai királynő 1451–1504 2. fg. Foix Germána navarrai királyi hercegnő 1488/90–1538                                 | [2.] II. Ferdinánd aragóniai király 1452–1516 1. fg. I. Izabella kasztíliai királynő 1451–1504 2. fg. Foix Germána navarrai királyi hercegnő 1488/90–1538 | [2.] II. Ferdinánd aragóniai király 1452–1516 1. fg. I. Izabella kasztíliai királynő 1451–1504 2. fg. Foix Germána navarrai királyi hercegnő 1488/90–1538 | [2.] II. Ferdinánd aragóniai király 1452–1516 1. fg. I. Izabella kasztíliai királynő 1451–1504 2. fg. Foix Germána navarrai királyi hercegnő 1488/90–1538 |  |  |  |  |  |  |  |  |  |  |  |  |  |  |  |  |  |  |  |  |  |  |  |  |  |  |  |  |  |  |  |  |  |  |  |  |  |  |  |  |  |  |  |  |  |  |  |  |  |  |  |  |
|  |  | I. Johanna kasztíliai királynő 1462–1530                                                        | I. Johanna kasztíliai királynő 1462–1530                                                        | I. Johanna kasztíliai királynő 1462–1530                                                        | I. Johanna kasztíliai királynő 1462–1530                                                        | I. Johanna kasztíliai királynő 1462–1530                                                        | I. Johanna kasztíliai királynő 1462–1530                                                        |                                                                                        |                                                                                        | I. Miksa német-római császár 1459–1519 1. fg. I. Mária burgundi hercegnő 1457–1482 2. fg. I. Anna breton hercegnő 1477–1514 3. fg. Sforza Bianka Mária német-római császárné 1472–1510 | I. Miksa német-római császár 1459–1519 1. fg. I. Mária burgundi hercegnő 1457–1482 2. fg. I. Anna breton hercegnő 1477–1514 3. fg. Sforza Bianka Mária német-római császárné 1472–1510 | I. Miksa német-római császár 1459–1519 1. fg. I. Mária burgundi hercegnő 1457–1482 2. fg. I. Anna breton hercegnő 1477–1514 3. fg. Sforza Bianka Mária német-római császárné 1472–1510 | I. Miksa német-római császár 1459–1519 1. fg. I. Mária burgundi hercegnő 1457–1482 2. fg. I. Anna breton hercegnő 1477–1514 3. fg. Sforza Bianka Mária német-római császárné 1472–1510 | I. Miksa német-római császár 1459–1519 1. fg. I. Mária burgundi hercegnő 1457–1482 2. fg. I. Anna breton hercegnő 1477–1514 3. fg. Sforza Bianka Mária német-római császárné 1472–1510 | I. Miksa német-római császár 1459–1519 1. fg. I. Mária burgundi hercegnő 1457–1482 2. fg. I. Anna breton hercegnő 1477–1514 3. fg. Sforza Bianka Mária német-római császárné 1472–1510 |  |  | [1.] II. (Őrült) Johanna kasztíliai és aragón királynő 1479–1555 férje: I. (Habsburg) Fülöp kasztíliai király 1478–1506 ld. balra lent                    | [1.] II. (Őrült) Johanna kasztíliai és aragón királynő 1479–1555 férje: I. (Habsburg) Fülöp kasztíliai király 1478–1506 ld. balra lent                    | [1.] II. (Őrült) Johanna kasztíliai és aragón királynő 1479–1555 férje: I. (Habsburg) Fülöp kasztíliai király 1478–1506 ld. balra lent                                                    | [1.] II. (Őrült) Johanna kasztíliai és aragón királynő 1479–1555 férje: I. (Habsburg) Fülöp kasztíliai király 1478–1506 ld. balra lent                    | [1.] II. (Őrült) Johanna kasztíliai és aragón királynő 1479–1555 férje: I. (Habsburg) Fülöp kasztíliai király 1478–1506 ld. balra lent                    | [1.] II. (Őrült) Johanna kasztíliai és aragón királynő 1479–1555 férje: I. (Habsburg) Fülöp kasztíliai király 1478–1506 ld. balra lent                    |  |  |  |  |  |  |  |  |  |  |  |  |  |  |  |  |  |  |  |  |  |  |  |  |  |  |  |  |  |  |  |  |  |  |  |  |  |  |  |  |  |  |  |  |  |  |  |  |  |  |  |  |
|  |  | I. Johanna kasztíliai királynő 1462–1530                                                        | I. Johanna kasztíliai királynő 1462–1530                                                        | I. Johanna kasztíliai királynő 1462–1530                                                        | I. Johanna kasztíliai királynő 1462–1530                                                        | I. Johanna kasztíliai királynő 1462–1530                                                        | I. Johanna kasztíliai királynő 1462–1530                                                        |                                                                                        |                                                                                        | I. Miksa német-római császár 1459–1519 1. fg. I. Mária burgundi hercegnő 1457–1482 2. fg. I. Anna breton hercegnő 1477–1514 3. fg. Sforza Bianka Mária német-római császárné 1472–1510 | I. Miksa német-római császár 1459–1519 1. fg. I. Mária burgundi hercegnő 1457–1482 2. fg. I. Anna breton hercegnő 1477–1514 3. fg. Sforza Bianka Mária német-római császárné 1472–1510 | I. Miksa német-római császár 1459–1519 1. fg. I. Mária burgundi hercegnő 1457–1482 2. fg. I. Anna breton hercegnő 1477–1514 3. fg. Sforza Bianka Mária német-római császárné 1472–1510 | I. Miksa német-római császár 1459–1519 1. fg. I. Mária burgundi hercegnő 1457–1482 2. fg. I. Anna breton hercegnő 1477–1514 3. fg. Sforza Bianka Mária német-római császárné 1472–1510 | I. Miksa német-római császár 1459–1519 1. fg. I. Mária burgundi hercegnő 1457–1482 2. fg. I. Anna breton hercegnő 1477–1514 3. fg. Sforza Bianka Mária német-római császárné 1472–1510 | I. Miksa német-római császár 1459–1519 1. fg. I. Mária burgundi hercegnő 1457–1482 2. fg. I. Anna breton hercegnő 1477–1514 3. fg. Sforza Bianka Mária német-római császárné 1472–1510 |  |  | [1.] II. (Őrült) Johanna kasztíliai és aragón királynő 1479–1555 férje: I. (Habsburg) Fülöp kasztíliai király 1478–1506 ld. balra lent                    | [1.] II. (Őrült) Johanna kasztíliai és aragón királynő 1479–1555 férje: I. (Habsburg) Fülöp kasztíliai király 1478–1506 ld. balra lent                    | [1.] II. (Őrült) Johanna kasztíliai és aragón királynő 1479–1555 férje: I. (Habsburg) Fülöp kasztíliai király 1478–1506 ld. balra lent                                                    | [1.] II. (Őrült) Johanna kasztíliai és aragón királynő 1479–1555 férje: I. (Habsburg) Fülöp kasztíliai király 1478–1506 ld. balra lent                    | [1.] II. (Őrült) Johanna kasztíliai és aragón királynő 1479–1555 férje: I. (Habsburg) Fülöp kasztíliai király 1478–1506 ld. balra lent                    | [1.] II. (Őrült) Johanna kasztíliai és aragón királynő 1479–1555 férje: I. (Habsburg) Fülöp kasztíliai király 1478–1506 ld. balra lent                    |  |  |  |  |  |  |  |  |  |  |  |  |  |  |  |  |  |  |  |  |  |  |  |  |  |  |  |  |  |  |  |  |  |  |  |  |  |  |  |  |  |  |  |  |  |  |  |  |  |  |  |  |
|  |  |                                                                                                 |                                                                                                 |                                                                                                 |                                                                                                 |                                                                                                 |                                                                                                 |                                                                                        |                                                                                        | [1.] I. (Habsburg) Fülöp kasztíliai király 1478–1506 felesége: II. (Őrült) Johanna kasztíliai és aragón királynő 1479–1555 ld. jobbra fent                                             | [1.] I. (Habsburg) Fülöp kasztíliai király 1478–1506 felesége: II. (Őrült) Johanna kasztíliai és aragón királynő 1479–1555 ld. jobbra fent                                             | [1.] I. (Habsburg) Fülöp kasztíliai király 1478–1506 felesége: II. (Őrült) Johanna kasztíliai és aragón királynő 1479–1555 ld. jobbra fent                                             | [1.] I. (Habsburg) Fülöp kasztíliai király 1478–1506 felesége: II. (Őrült) Johanna kasztíliai és aragón királynő 1479–1555 ld. jobbra fent                                             | [1.] I. (Habsburg) Fülöp kasztíliai király 1478–1506 felesége: II. (Őrült) Johanna kasztíliai és aragón királynő 1479–1555 ld. jobbra fent                                             | [1.] I. (Habsburg) Fülöp kasztíliai király 1478–1506 felesége: II. (Őrült) Johanna kasztíliai és aragón királynő 1479–1555 ld. jobbra fent                                             |  |  | I. (V./Habsburg) Károly kasztíliai és aragón király, német-római császár 1500–1558 felesége: Portugáliai Izabella 1503–1539                               | I. (V./Habsburg) Károly kasztíliai és aragón király, német-római császár 1500–1558 felesége: Portugáliai Izabella 1503–1539                               | I. (V./Habsburg) Károly kasztíliai és aragón király, német-római császár 1500–1558 felesége: Portugáliai Izabella 1503–1539                                                               | I. (V./Habsburg) Károly kasztíliai és aragón király, német-római császár 1500–1558 felesége: Portugáliai Izabella 1503–1539                               | I. (V./Habsburg) Károly kasztíliai és aragón király, német-római császár 1500–1558 felesége: Portugáliai Izabella 1503–1539                               | I. (V./Habsburg) Károly kasztíliai és aragón király, német-római császár 1500–1558 felesége: Portugáliai Izabella 1503–1539                               |  |  |  |  |  |  |  |  |  |  |  |  |  |  |  |  |  |  |  |  |  |  |  |  |  |  |  |  |  |  |  |  |  |  |  |  |  |  |  |  |  |  |  |  |  |  |  |  |  |  |  |  |

### Királynőként
1504. november 26-án meghalt I. Izabella, végrendeletében Johannát nevezte meg örökösének, akit a heroldok rögtön Kasztília királynőjévé kiáltottak ki, Ferdinándot pedig régensnek tette meg, aki nem nyugodott bele a királysága elveszésébe, hiszen ő csak a felesége jogán volt Kasztília királya, annak halálával a királynő özvegyeként nincs joga tovább uralkodni, csak is saját, örökölt országaiban, így Aragóniában. Johannát a Cortes az országba hívta, de az őrültségéről keringő hírek miatt különböző csoportok eltérő módon szerették volna rendezni a hatalomváltozást: egyesek szerint Johanna egyedül jogosult az uralomra, mások szerint a férjével együtt, de vannak akik csak férje Fülöp uralmát látnák szívesen, és megint mások Aragóniai Ferdinánd régensségében látják az egyedüli megoldást Johanna névleges uralma mellett.
Johanna újabb terhessége miatt 1505-ben nem tudott elindulni, hogy elfoglalja a trónját, és 1505. szeptember 17-én megszületett Johanna királynő ötödik, trónra lépte óta első gyermeke, Mária infánsnő és főhercegnő, későbbi magyar királyné.
1506 januárjában Johanna és férje, Szép Fülöp Németalföldről Kasztíliába utazott a trón elfoglalására, otthon hagyták gyerekeiket, a 8 éves Eleonórát (1498–1558), a 6 éves Károlyt (1500–1558), aki most már Asztúria hercege lett, az 5 éves Izabellát (1501–1526) és a négy hónapos Máriát (1505–1558) (e két utóbbi hercegnő már többé nem látta egyik szülőjét sem). Anglia partjainál, Weymouthnál hajótörést szenvednek, és három hónapot az angol udvarban töltenek. VII. Henrik angol király a kasztíliai trónváltozás miatt már eltávolodott Aragóniai Ferdinándtól, így kevésbé pártolta az özvegy walesi hercegné, Johanna húga, Aragóniai Katalin házasságát kisebbik fiával, Henrikkel, a későbbi VIII. Henrikkel a formálisan megkötött eljegyzésük ellenére, és új szövetségi egyezményt javasol Fülöpnek.
Fülöp találkozott sógornőjével, Katalin hercegnővel Windsorban, ahol az angol király vendégül látta a kasztíliai királyi párt, Johannával azonban nem jött létre a testvéri találkozó, mivel Katalin addigra elhagyja az udvart, mire Johanna is férje után jött.
Fülöp egyezményt írt alá VII. Henrikkel (Windsori Egyezmény), hogy katonailag is támogatja Aragóniai Ferdinánddal szemben (nem lesz rá szükség). Házassági szerződéseket kötöttek, mely szerint VII. Henrik feleségül veszi Fülöp húgát, Ausztriai Margitot (a házasság nem jön létre, egyikük sem házasodik már további életében),  Károly infánst eljegyzik VII. Henrik kisebbik lányával, Máriával (1496–1533) (VIII. Henrik angol király 1514-ben felbontotta az eljegyzést, és XII. Lajoshoz adja húgát), Henrik walesi herceg pedig Fülöp legidősebb lányának, Eleonóra infánsnőnek a jegyese lett. (Ez a házasság sem valósult meg, VIII. Henrik angol király megmarad Aragóniai Katalinnál, Eleonóra pedig I. Mánuel portugál királyhoz megy majd feleségül.)
1506. április 21-én elhagyják Angliát, és április 26-án a galiciai La Coruña kikötőjébe érkeznek.
1506. június 20-án Fülöp és Ferdinánd Villafafilában Johanna háta mögött megegyeznek a hatalommegosztásról, Ferdinánd átadta a régensi hatalmat, és újdonsült feleségével, Foix Germánával (1488/90–1538) elutaznak újonnan szerzett királyságába, Nápolyba.
1506. július 12-én a kasztíliai Cortes Johannának mint Kasztília királyának hűséget esküdött, Fülöpöt elismerte Johanna uralkodótársául, és Károly infánst Asztúria hercegének. Szép Fülöp hivatalosan ekkortól számított Kasztília királyának I. Fülöp néven.
Spanyolország politikai és jogi egysége most sem jött létre, a Habsburgok egyelőre csak Kasztíliában uralkodnak, Katolikus Ferdinánd pedig új feleségével egy újabb fiúörökösben reménykedett, és a jogi egység nem is jött létre a Bourbonok trónra kerüléséig, addig pedig csak perszonálunió kötötte össze Hispania királyságait (beleértve a később megörökölt, majd elvesztett Portugáliát is).
Szép Fülöp nem sokkal a királyi cím elnyerése után, szeptember 25-én magas lázzal és kiütésekkel járó rövid betegség után meghalt Burgosban. A halál okai ismeretlenek, Johannához hasonlóan sokan Ferdinánd király intrikáit sejtették a dologban, aki állítólag a messzi Nápolyból is kézben tartotta a dolgokat, és mozgatta a szálakat, hogy ő mérgeztette meg "szeretett" vejét.
Johanna végig betegágyánál volt, és gondosan ápolta férjét, aki öt hónapos terhes feleségét hagyta itt.
Rövid gyászszertartás után Johanna a férje koporsójával elindult Granada felé, ahol az előírások szerint örök nyugalomra szándékozták helyezni a földi maradványait. Útközben Torquemadában 1507. január 14-én Johanna megszülte hatodik gyermekét, Katalint.
Ferdinánd visszatért Kasztíliába és 1507. július 30-án Hornillosban találkozott lányával, ahol azt kérte, hogy a régensi hatalmat ruházza rá. Johanna körül fokozatosan elfogyott a levegő, és egyre inkább csak névleges maradt az uralma. A Cortes nem kívánt trónváltozást, de "őrültsége" miatt 1509 februárjában Tordesillasban végképp bezárult mögötte az ajtó, és élete végéig ebben a városban szigorú felügyelet mellett maradt.
Kezdetben a fia, Ferdinánd és a lánya, Katalin is vele van, de hamarosan elvették tőle a kis Ferdinándot, aki nagyapja udvarába került, Foix Germána királyné gondjaira bízva. Katalin lányát nála hagyták, de mindketten sanyarú, nem csak királynőhöz, és királyi hercegnőhöz, hanem emberhez is méltatlan körülmények között éltek. Johanna nem fogadott el segítséget a lánya szülésénél, és maga is szoptatta, mint más gyermekeit is korábban.
1516-ban meghalt az apja, így Aragónia trónját is örökölte, legalábbis papíron. A valódi uralkodó a fia, Károly, Asztúria hercege lett. Társuralkodóvá nevezték ki, de a Kasztíliai Gyűlés, a Cortes úgy határozott, hogy a Felség (Majestad, régiesen Magestad) megszólítás csak Johannának jár, míg Károlynak kizárólag a Fenség (Alteza). Ez az oka, hogy Károlyt anyja haláláig Kasztíliában csak Alteza-ként címzték, és csak császárként járt ki neki a Majestad megszólítás. Károly infáns megérkeztéig Francisco Jiménez de Cisneros (1436–1517), Toledo bíboros érseke Kasztíliában, Aragóniai Alfonz (1470–1520), Zaragoza érseke, II. Ferdinánd király  természetes fia Aragóniában lett a régens. Ferdinánd infáns is szóba került mint lehetséges örökös, de végül nem támogatták számottevően. Cisneros bíboros egyértelműen az asztúriai herceget, Károly infánst támogatta.
1517-ben Károly 17 évesen átvette az uralmat mind a Kasztíliai, mind az Aragón Korona országaiban. Eleonóra nővérével meglátogatták  az anyjukat Tordesillasban, Katalin húgukat elszakították tőle, de aztán a királynő éhségsztrájkja miatt, ilyenkor csak kenyeret és sajtot evett, visszavitték mellé, és nagykorúságáig vele maradhatott. 1525-ben férjhez adták III. János portugál királyhoz.
1520-ban történt a királynő utolsó nyilvános politikai szereplése. A comunerók lázadása ekkor tört ki Johanna fiának és flamand tisztviselőinek uralma ellen. Johannát meglátogatták Tordessillasban, hiszen elvileg minden rendelkezés Johanna nevében történt, az ő neve szerepelt elsőként az iratokon, Károlyé csak a második helyen, és újra trónra akarták ültetni. 1520. szeptember 20-án beszédet intézett a felkelőkhöz, de nem támogatta a mozgalmat. A lázadás 1522-ig kitartott, de aztán leverték.
Még 31 évig „raboskodott“ Tordesillasban.
Unokája, a későbbi II. Fülöp néha meglátogatta, de nem javított állapotán. Gyerekeit, unokáit, rokonait csak az érdekelte, hogy betartja-e a katolikus vallás előírásait, a sorsa hidegen hagyta őket.
1555 április 12-én, nagypénteken halt meg. Granadában a Királyi Kápolnában férje mellé temették.
Fia, Károly immár a kasztíliai és aragón királyi cím birtokosa röviddel anyja halála után, még ugyanebben az évben, azaz 1555. október 25-én Brüsszelben lemondott a németalföldi uralkodásról, majd pedig a következő évben, 1556. január 16-án minden uralkodói címéről.

## Őrültsége

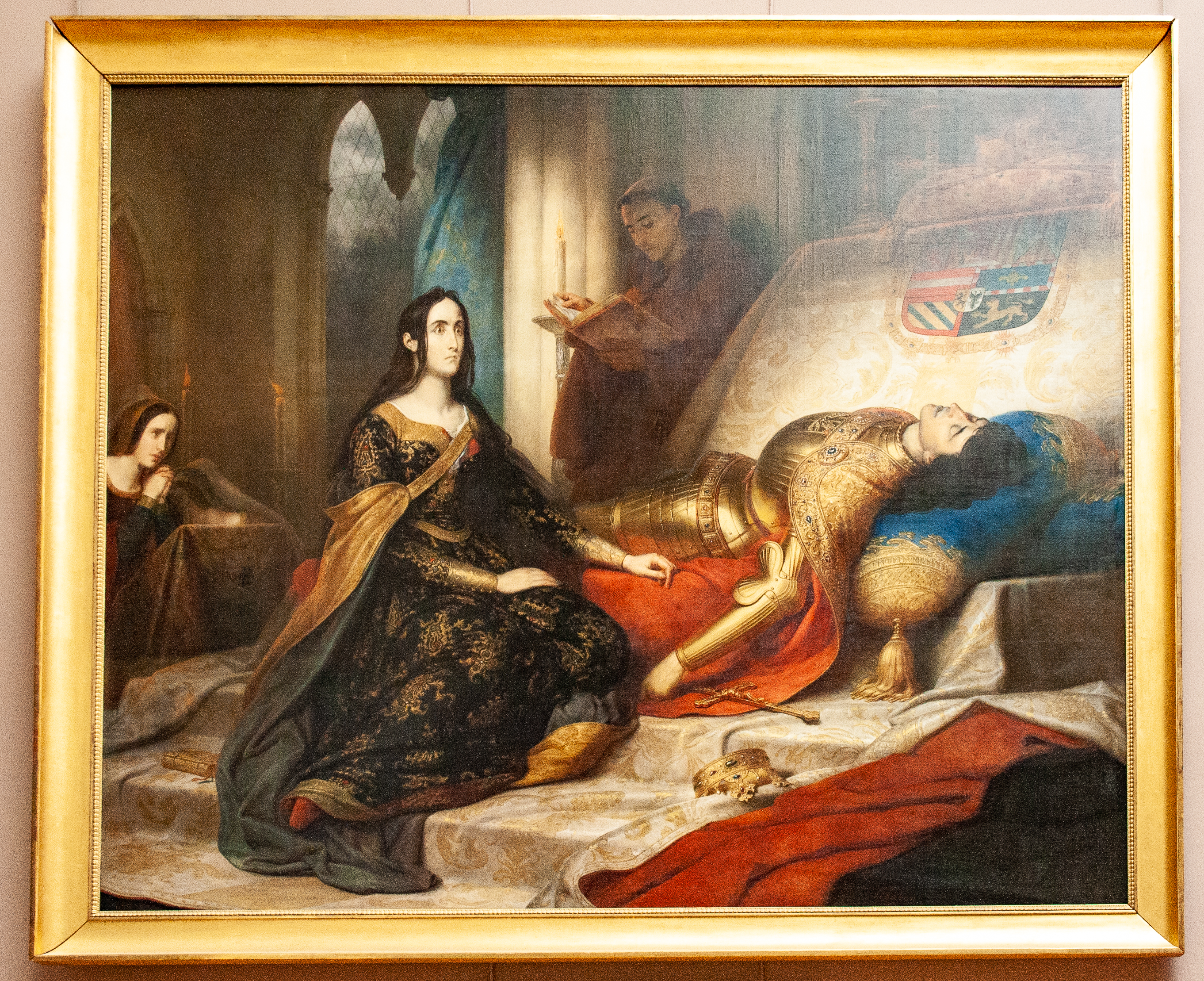
Johanna megőrülésének festői ábrázolása

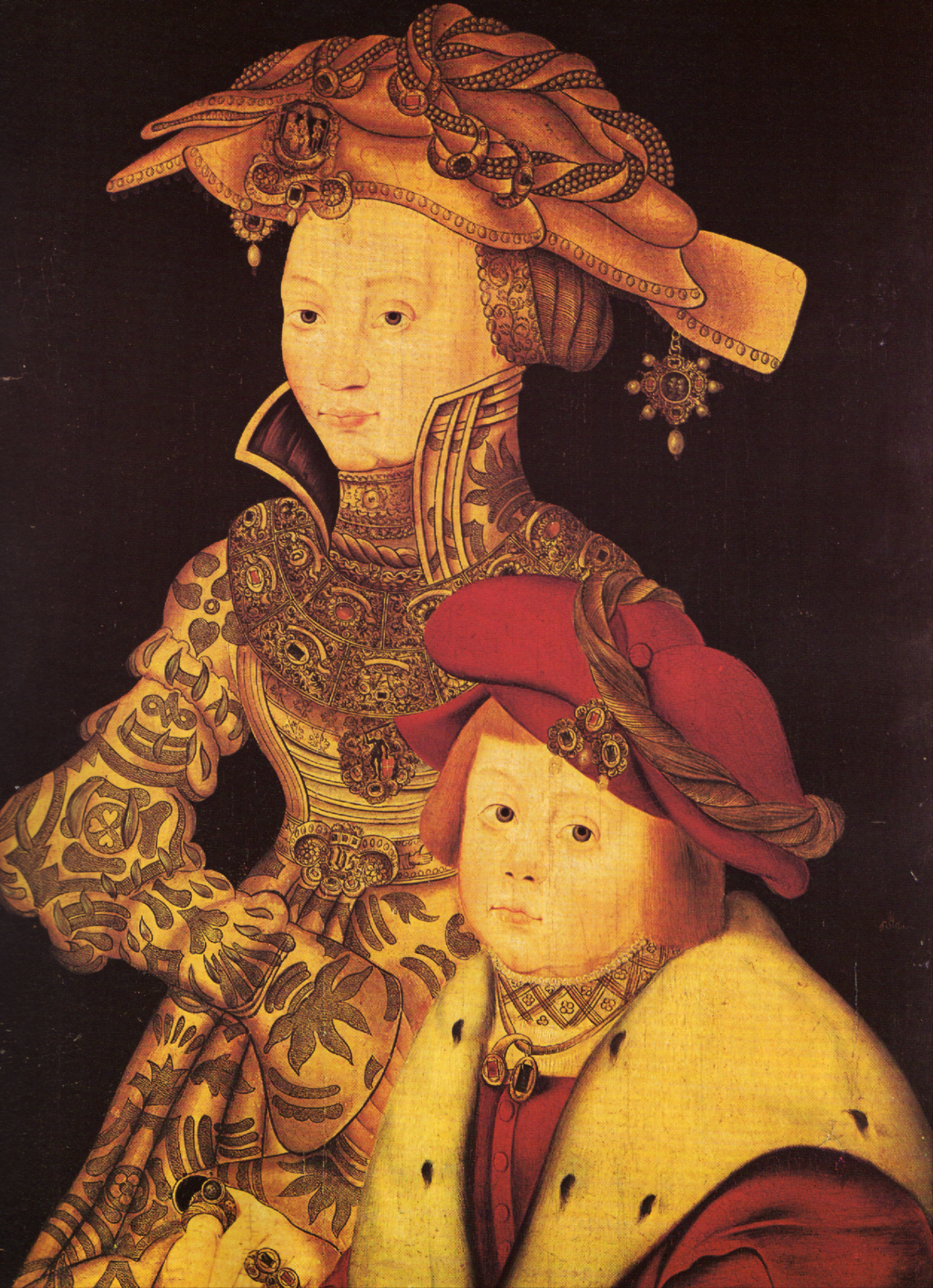
Őrült Johanna királynő idősebbik fiával, Habsburg Károly főherceggel, Asztúria hercegével, Franz Wolfgang Rohrich (1787–1834) pasticcio-utánzata az ifjabb Lucas Cranach stílusában

A spanyol nép A szerelem bolondja/Őrült szerelmes (La Loca d'amor) néven emlegette Johannát, aki annyira szerelmes volt a férjébe, hogy végül a halála miatt megőrült. Johanna fiatal kora óta sokszor excentrikusan és hisztérikusan viselkedett, és az őrültség jeleit mutatta, ami elég gyakori volt a családjában, hiszen anyai nagyanyja, I. Izabella királynő anyja, Portugáliai Izabella királyné (1428–1496) is megőrült. Johannával kapcsolatban az „őrültség” hangoztatása összekapcsolódott apja és férje intrikáival az ő feje fölött, amikor a hatalmat akarták megkaparintani a királynő nevében a másik rovására. A Trastamara-házban nem volt ritka a szülő-gyerek konfliktus, mikor a hatalom megszerzéséért mindent bevetettek, és semmilyen eszköztől sem riadtak vissza. Johanna akár őrült volt, akár nem, mindenképpen visszaéltek nevével, hiszen az ő nevében uralkodtak haláláig, és rokonai a saját hatalmuk érdekében felhasználták azt, amelyről nem tehetett, hogy ő volt a trón jogos örököse.
VII. Henrik, aki személyesen is ismerte Johannát, a maga részéről nem hitt az őrültségről szóló beszámolóknak, és a spanyolok vagy még inkább Aragóniai Ferdinánd intrikáinak tartotta, hogy így fosszák meg hatalmától a királynőt. Habsburg Margit után Johannánál próbálkozott házassági ajánlattal, hiszen úgy gondolkozott, ha őrült is, de legalább termékeny. Johanna nem tudott dönteni a kérdésben, és végül Johanna elzárásával és VII. Henrik halálával okafogyottá vált ez a kérdés, így Kasztília és Anglia rövid perszonáluniója majd az unokáik, I. Mária és II. Fülöp házasságával 1554-ben, még Johanna életében, illetőleg 1556-ban vált valóra, mely Mária halálával ért véget 1558-ban.

## Filmművészet
Vicente Aranda katalán rendező 2001-ben készített filmet Johannáról, kiemelve a királynő őrült vonzalmát férje iránt. A film magyarul Őrült Johanna címen került a mozikba. Pilar López de Ayala alakítja a királynőt, Daniele Liotti Szép Fülöpöt, Susy Sánchez Izabella királynőt és Héctor Colomé Ferdinánd királyt. Fülöp király kasztíliai követét, Filibert de Veyre-t, akinek "La Mouche (légy)" volt ragadványneve, Giuliano Gemma játszotta. A film 2001-ben a spanyol filmfesztiválon elnyert három Goya-díjat, köztük a címszereplő a legjobb női alakítás díját. A film Manuel Tamayo La locura de amor (A szerelem őrültsége) c. drámája alapján készült. Az angol nyelvű forgalmazásban a címe The Mad Love (Őrült szerelem) volt.

## Gyermekei
- Férjétől, I. (Habsburg, Szép) Fülöp (1478–1506) főhercegtől, kasztíliai királytól, 6 gyermek:
  - Eleonóra (1498–1558), 1. férje I. Mánuel portugál király (1469–1521), 2 gyermek, 2. férje I. Ferenc francia király (1494–1547), nem születtek gyermekei, 2 gyermek az 1. házasságából
  - Károly (1500–1558) német-római császár, kasztíliai király stb., felesége Izabella (1503–1539) portugál infánső, 5 gyermek+4 természetes gyermek
  - Izabella (1501–1526), II. Keresztély (1481–1559) dán, norvég és svéd király felesége, 5 gyermek
  - Ferdinánd (1503–1564) magyar király és német-római császár stb., felesége Jagelló Anna (1503–1547) magyar és cseh királyi hercegnő, 15 gyermek
  - Mária (1505–1558), II. Lajos (1506–1526) magyar király felesége, nem születtek gyermekei
  - Katalin (1507–1578), III. János (1502–1557) portugál király felesége, 9 gyermek